# Ulica Józefa Sarego w Krakowie
Ulica Józefa Sarego – ulica w Krakowie, w dzielnicy I Stare Miasto, na Stradomiu. Łączy ulicę J. Dietla z ulicą św. Gertrudy.

## Historia
Ulica została wytyczona około 1872 roku na obszarze dawnej Łąki św. Sebastiana w ramach porządkowania terenu podczas likwidacji koryta Starej Wisły. Obecna nazwa obowiązuje od 1932 roku, wcześniej od 1882, nosiła nazwę ulicy Zielonej.

## Zabudowa
W zabudowie dominują kamienice czynszowe budowane od 1885 roku aż do lat  30. XX wieku, choć pierwotnie planowany był willowy charakter ulicy.
Większość kamienic wpisana jest do GEZ. Architektami projektującymi budynki na ul. Sarego byli: Nachman Kopald (3), Maksymilian Nitsch (2, 4, 5 i 6 – willa w ogrodzie), A. Domański (prawdopodobnie 7), Karol Knaus (prawdopodobnie 8), Leopold Tlachna  (9, 18), Władysław Kleinberger (19), Beniamin Torbe (21, 23, 25), Samuel Wexner i Henryk Jakubowicz (zespół trzech kamienic 22-24-26), Anastazy Redyk (róg Sarego 28/Dietla 72).
5 obiektów wpisano do rejestru zabytków nieruchomych województwa małopolskiego:
- ul. Sarego 10 – wybudowana w 1884 roku według projektu Adolfa Siódmaka
- ul. Sarego 15 – wybudowana w 1887 roku według projektu Nachmana Kopalda
- ul. Sarego 20 – rok budowy i projektant nieznany
- ul. Sarego 23 – wybudowana w 1910 roku, według projektu Beniamina Torbego
- narożny budynek ul. Józefa Dietla 70 / Józefa Sarego 27 / św. Sebastiana 24 –  wybudowany w latach 1891–1892 według projektu Stefana Żołdani. W budynku prowadzi działalność Szkoła Podstawowa nr. 16 im. Jana Śniadeckiego.

W budynku nr. 7 mieściła się kiedyś loża masońska, Kasyno Oficerów WP Wyznania Mojżeszowego, a potem magazyn Cricoteki. 7 maja 2004 roku rozpoczęła w nim działalność kameralna scena Teatru Bagatela, znajduje się tam sala prób oraz sala widowiskowa.
Na elewacji kamienicy nr. 17, która została wybudowana w 1938 roku według projektu Zygmunta Grünberga, nad wejściem umieszczono godło w formie pełnoplastycznej rzeźby przedstawiającej zrywającego się do lotu pegaza.
Na elewacji kamienicy przy ul. Sarego 12 znajduje się tablica  upamiętniająca Yorama Jerzego Grossa oraz Natana Grossa. 

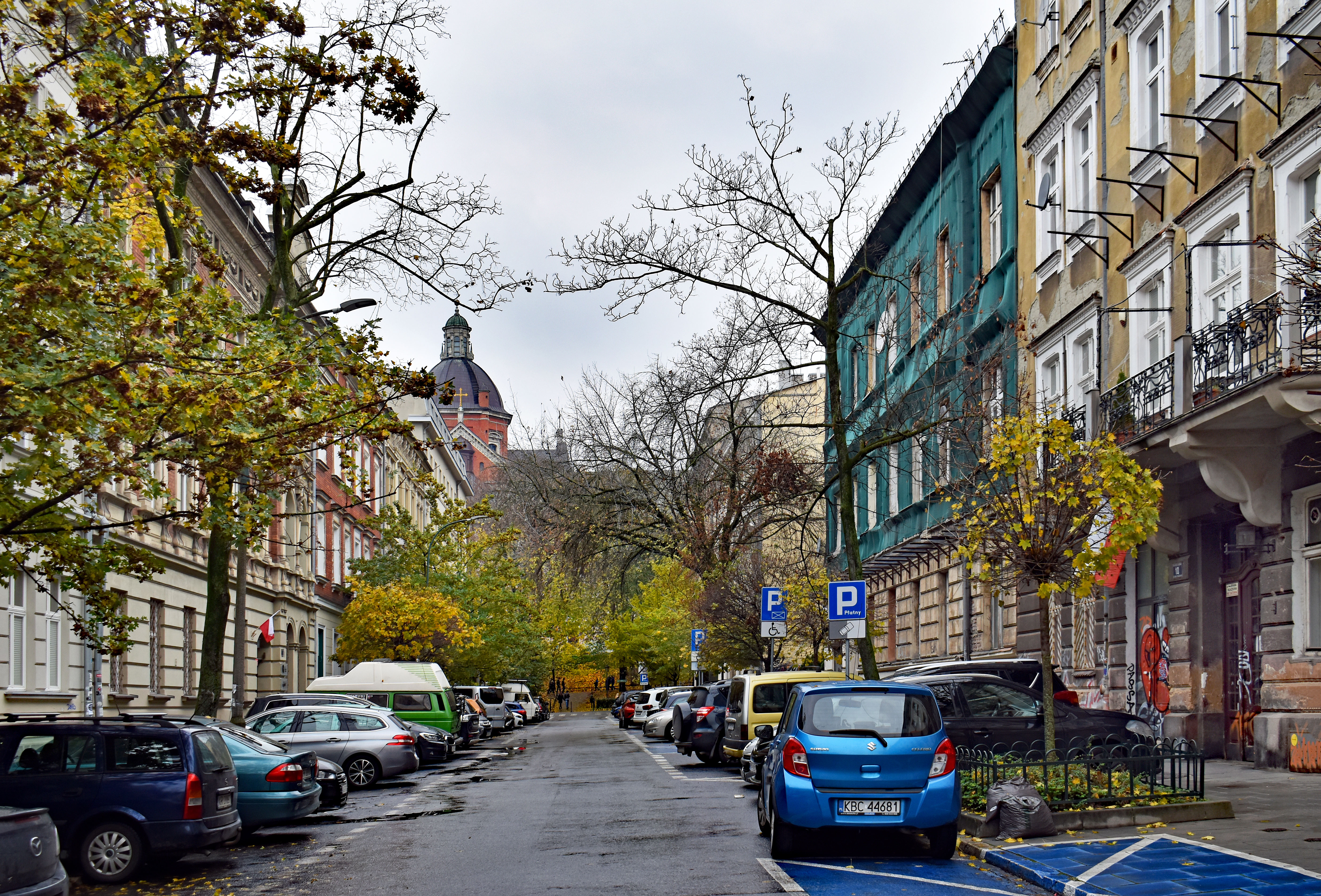
Perspektywę zachodniej części ulicy zamykają Planty i bryła kościoła Świętych Apostołów Piotra i Pawła
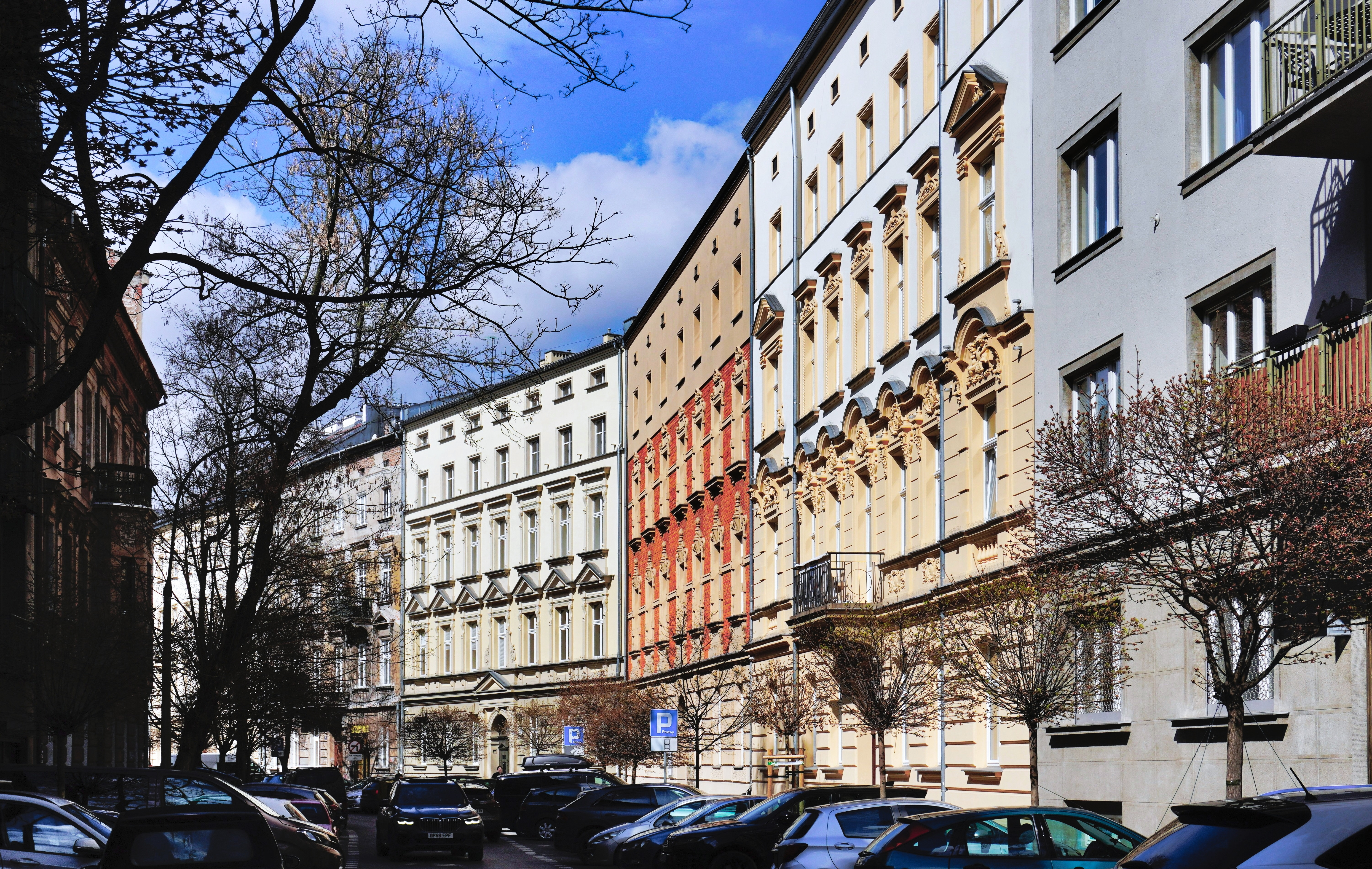
Widok środkowej części ulicy
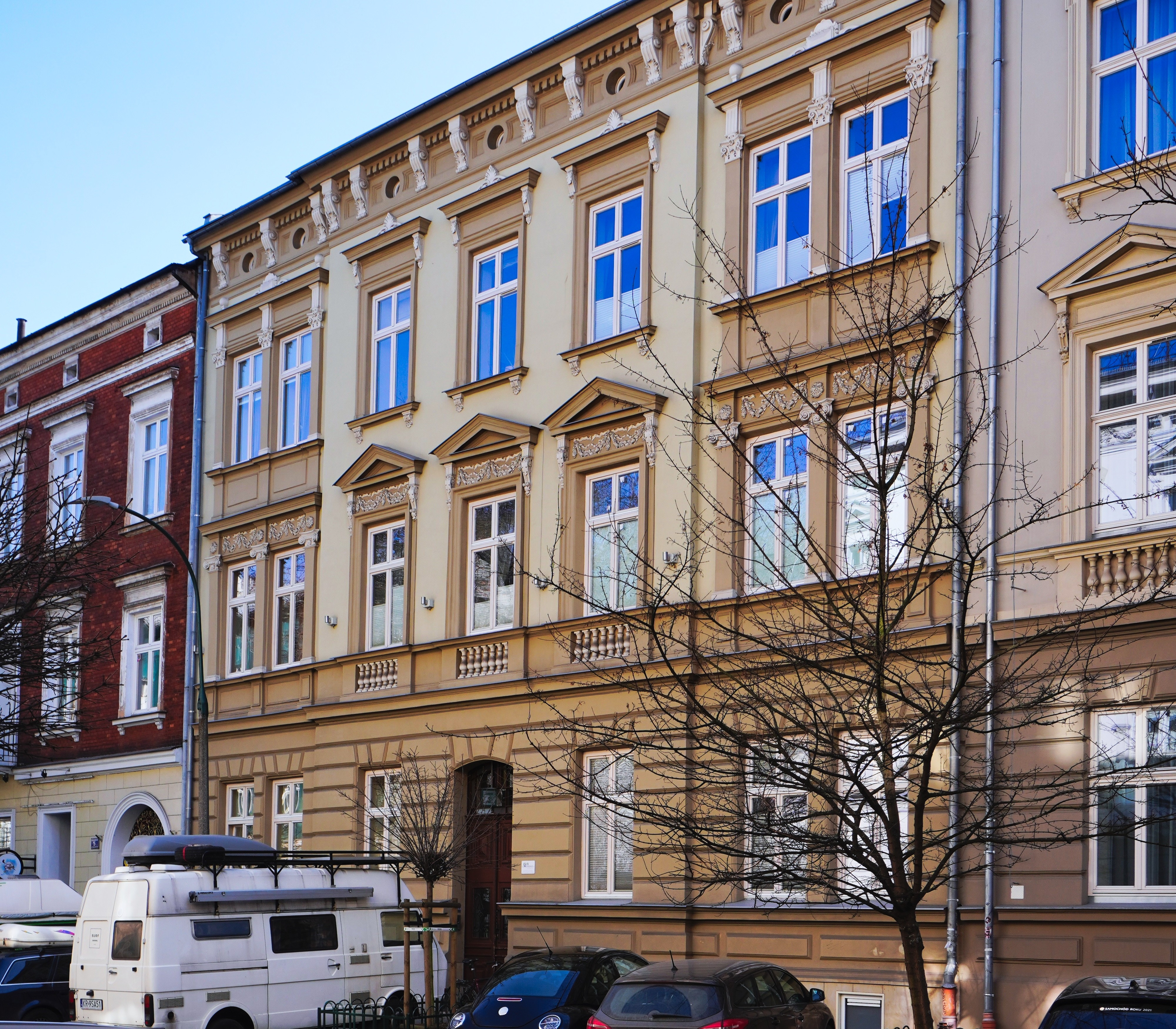
ul. Józefa Sarego 3 Kamienica (proj. Nachman Kopald, 1885)
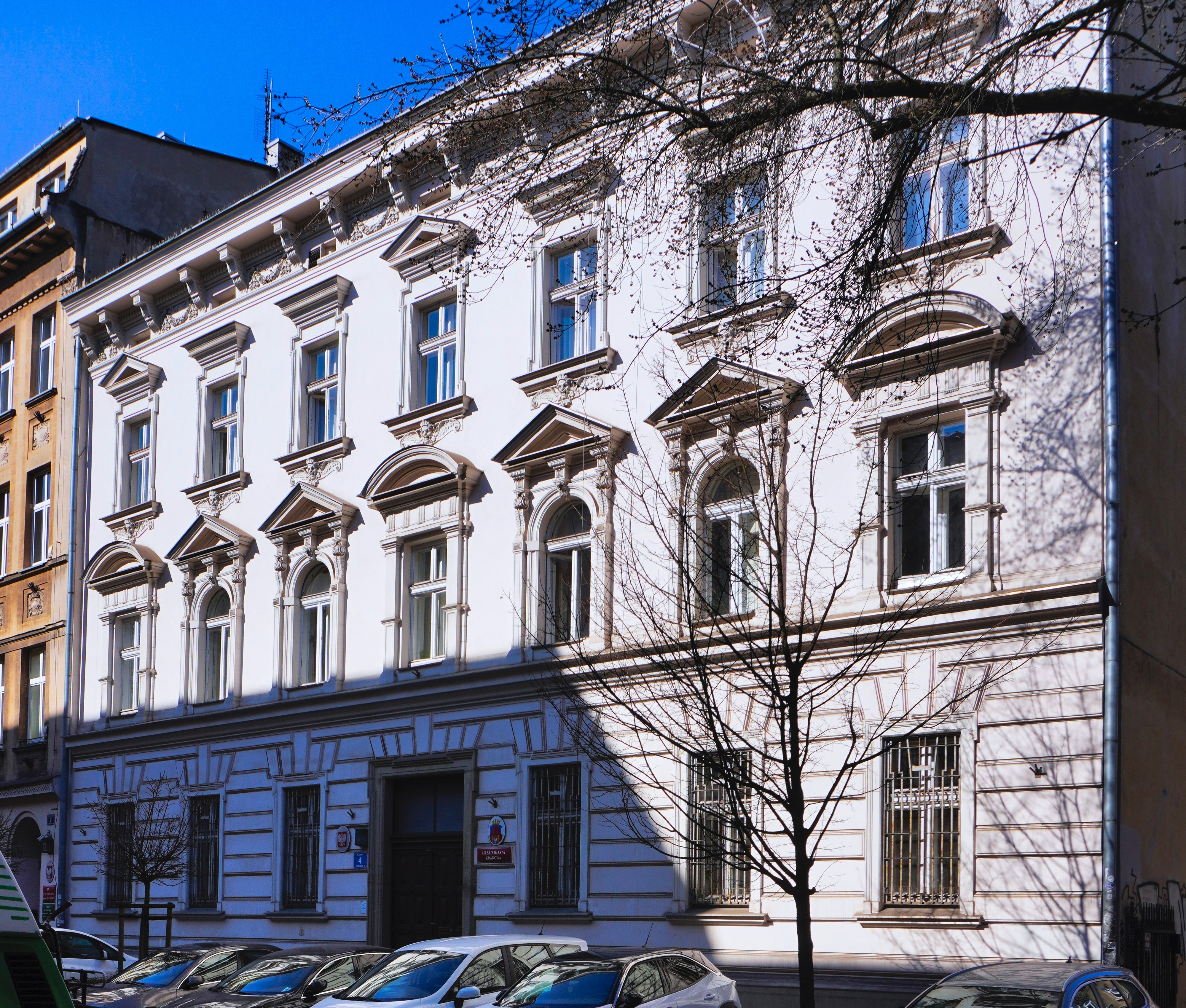
ul. Józefa Sarego 4 Kamienica (proj. Maksymilian Nitsch, 1888)
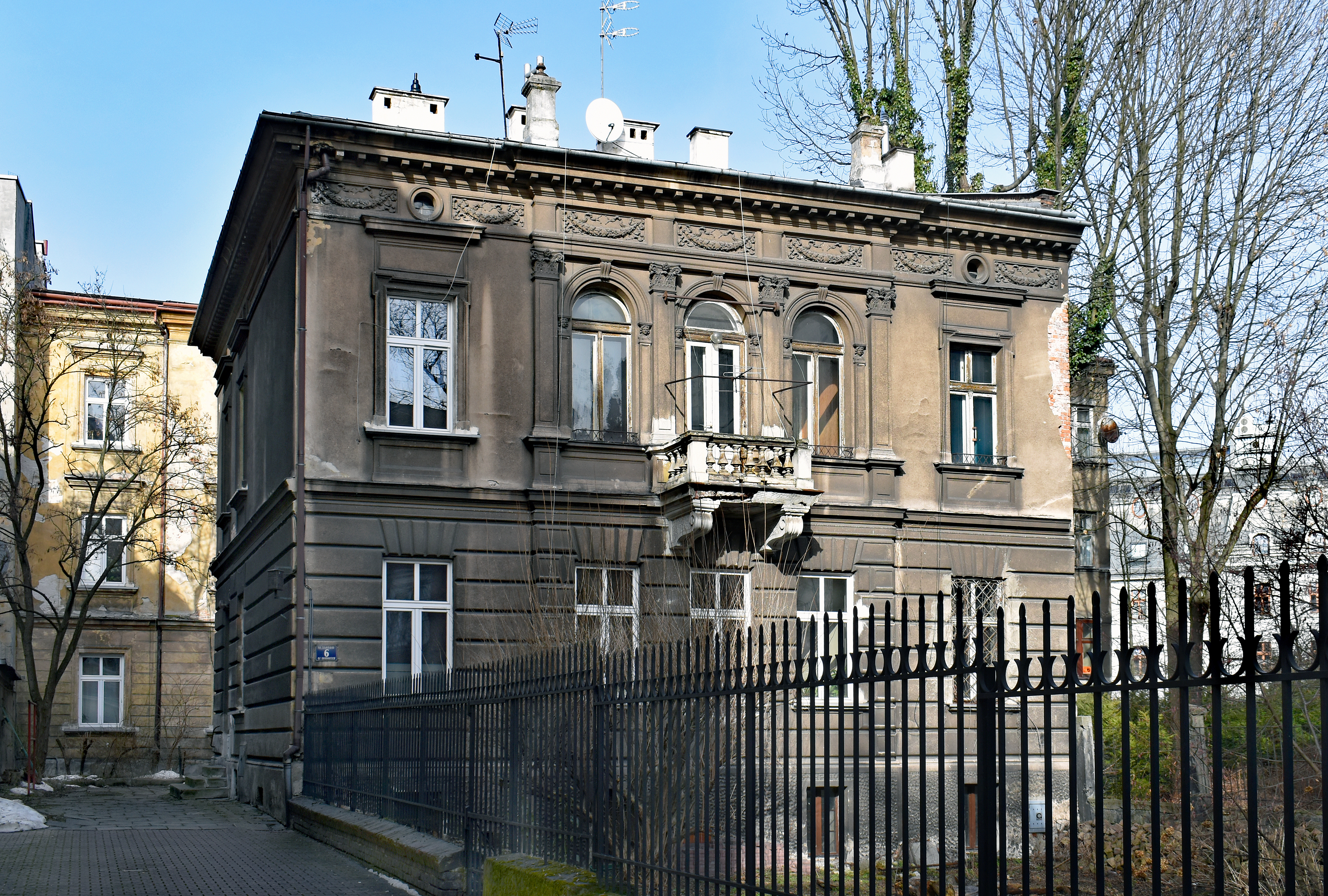
ul. Józefa Sarego 6 Willa (proj. Maksymilian Nitsch, 1889)
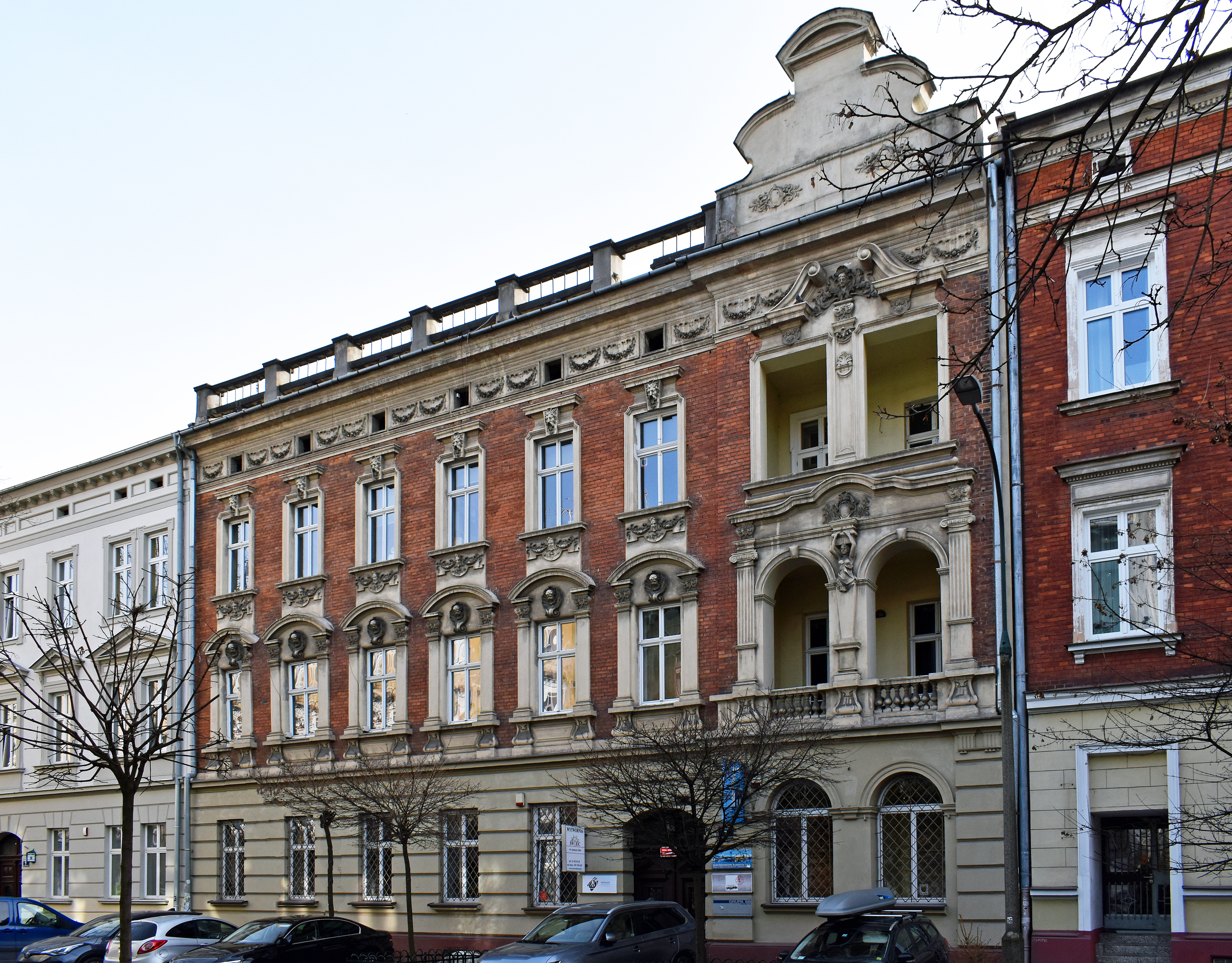
ul. Józefa Sarego 7 Kamienica
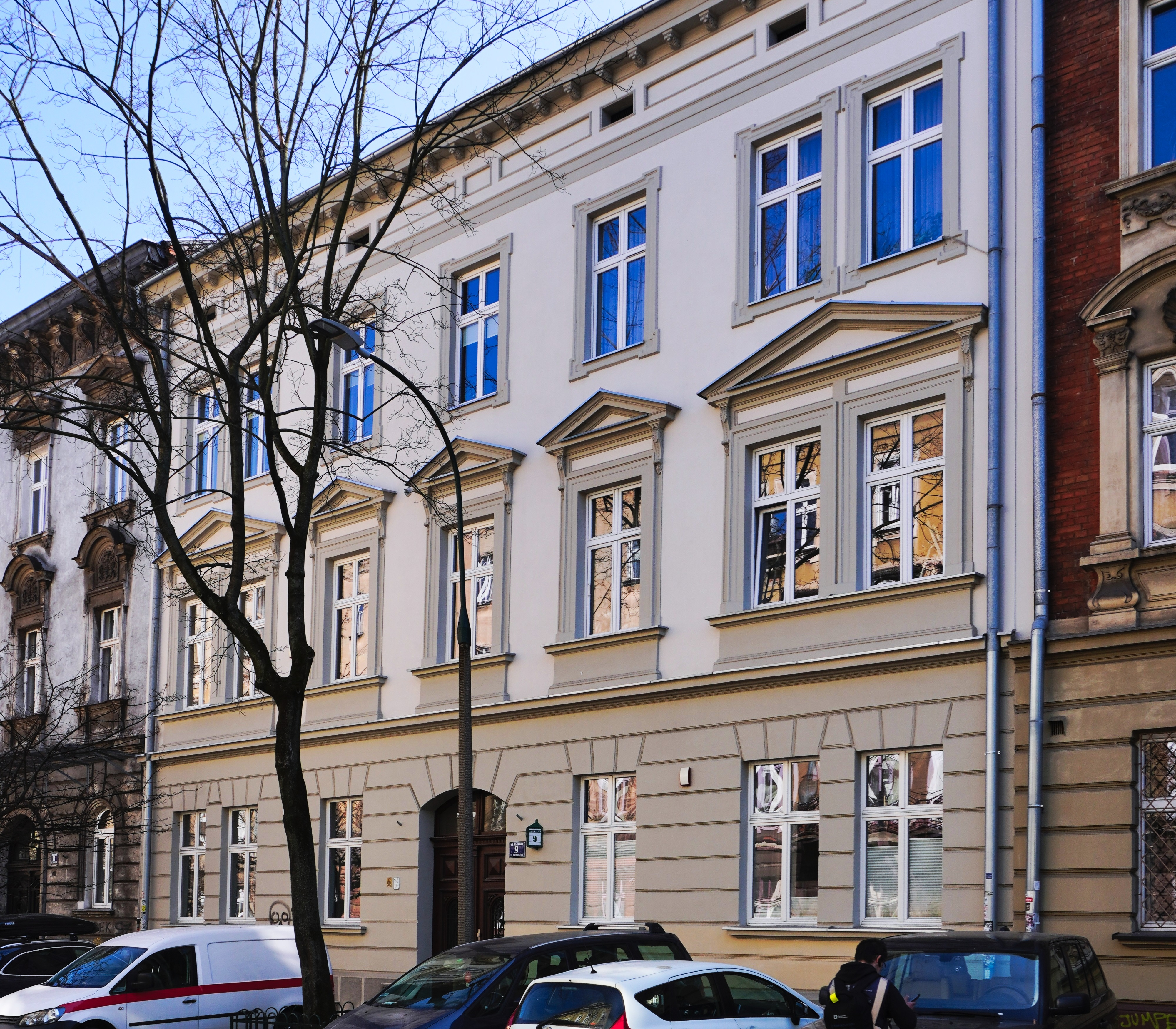
ul. Józefa Sarego 9 Kamienica (proj. Leopold Tlachna, 1886)
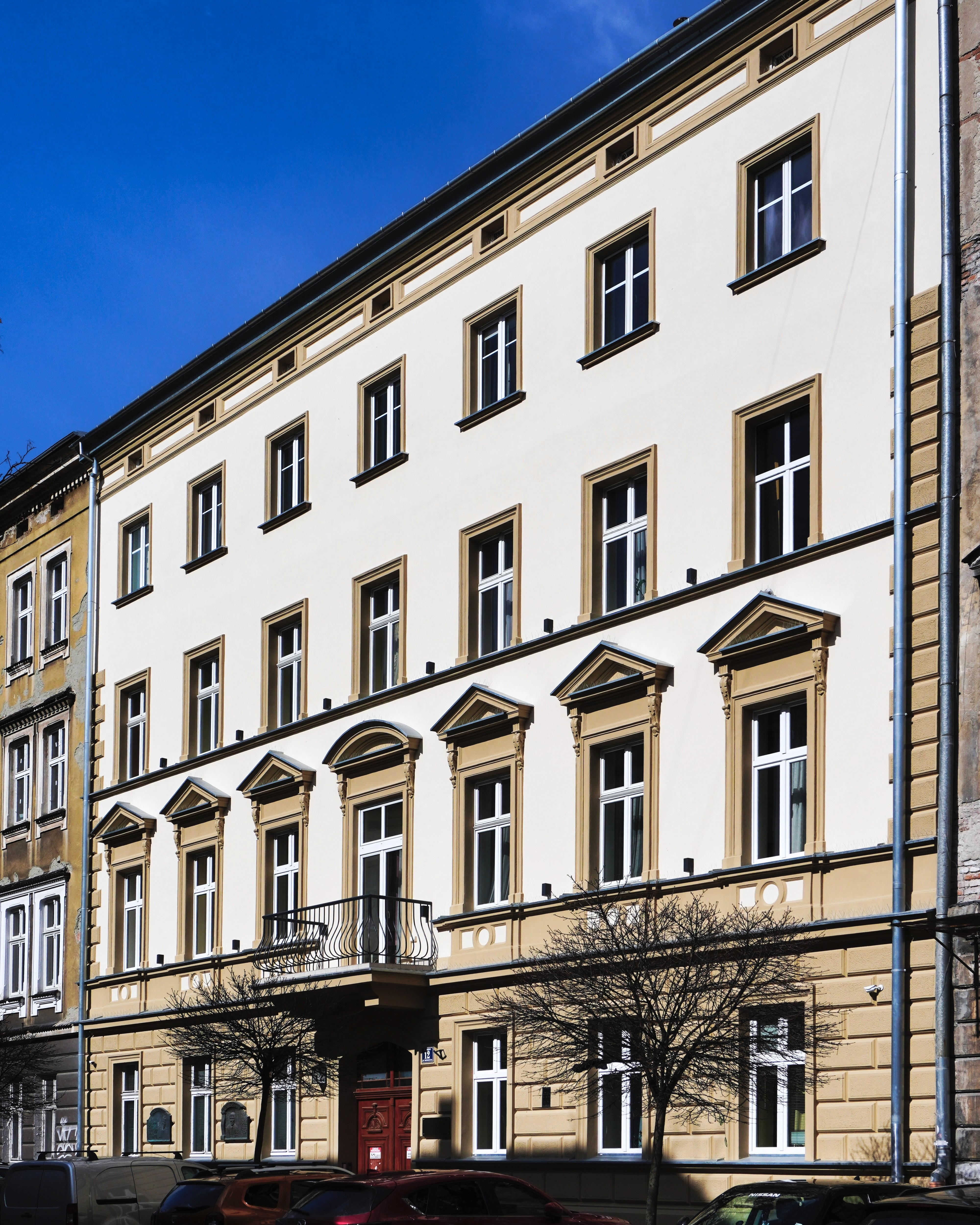
ul. Józefa Sarego 12 Kamienica (1885)
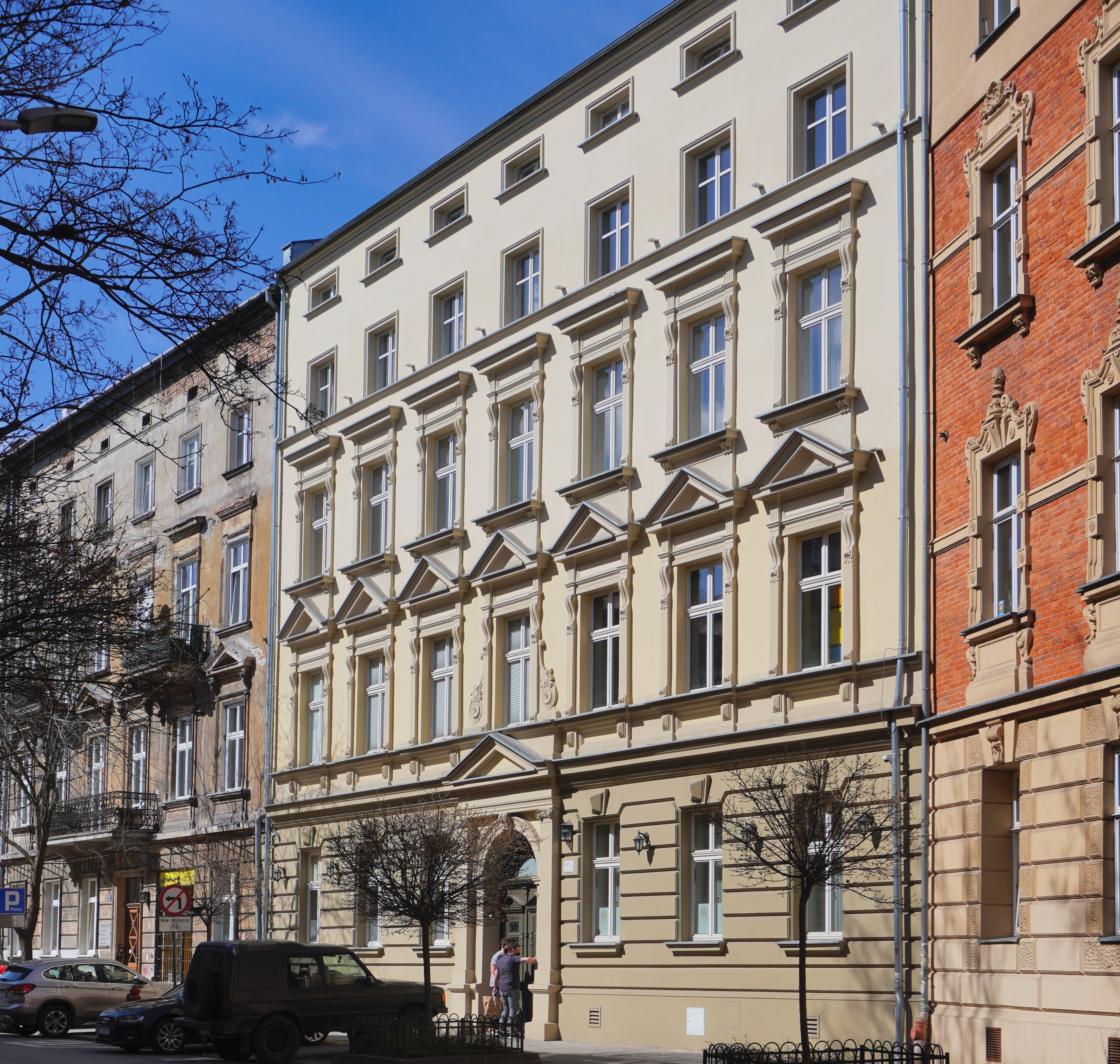
ul. Józefa Sarego 16 Kamienica
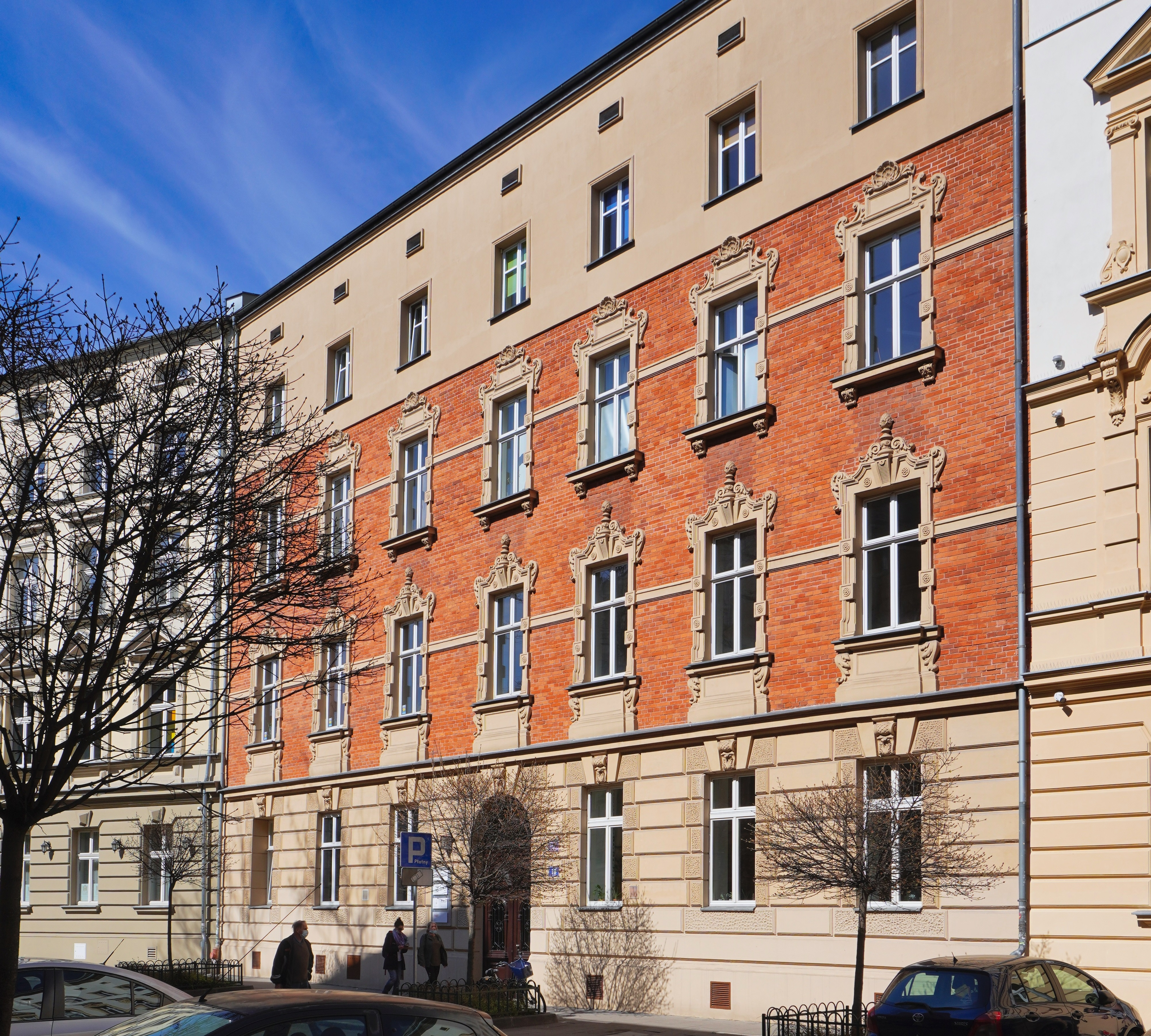
ul. Józefa Sarego 18 Kamienica (proj. Leopold Tlachna, 1892)
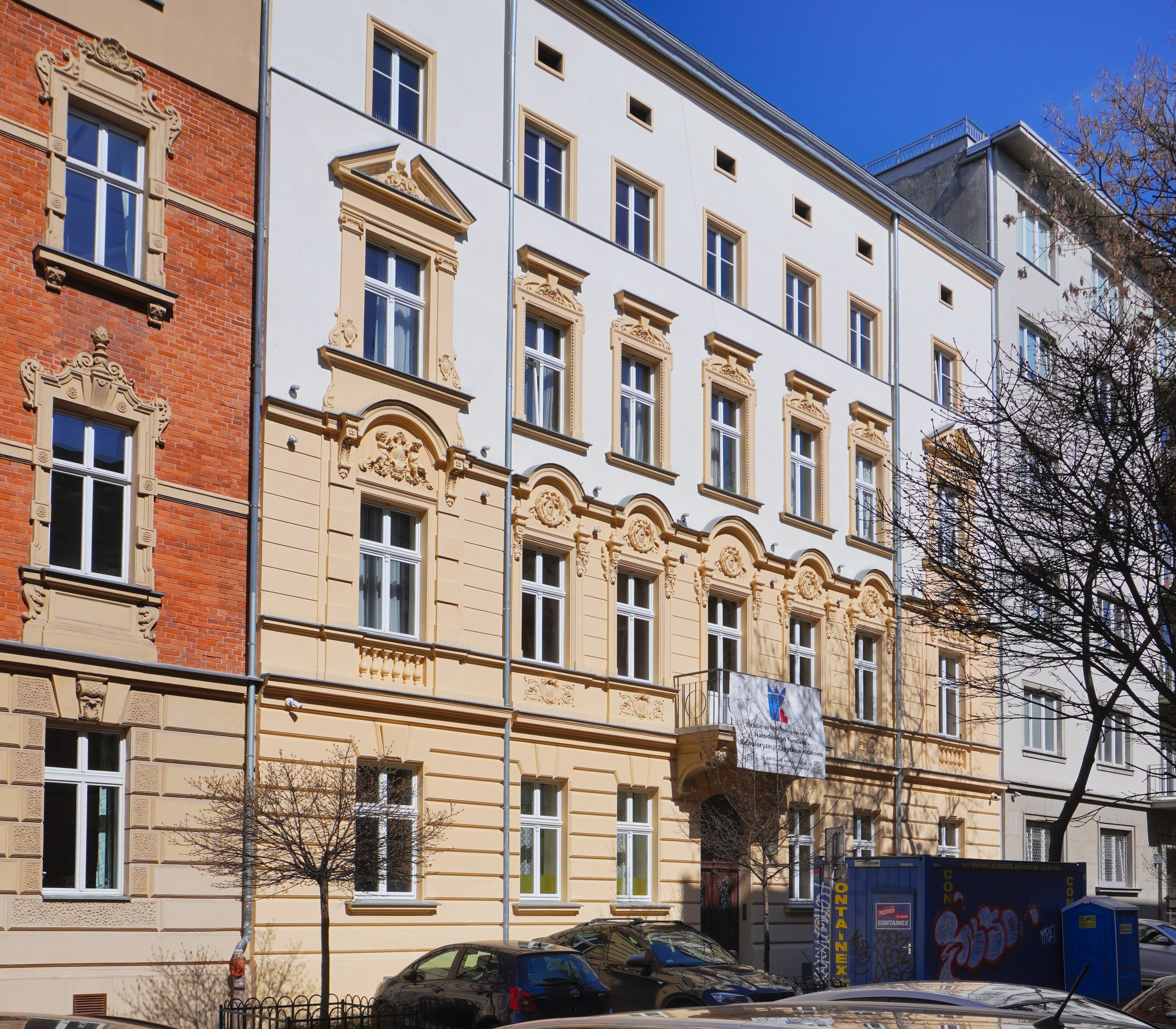
ul. Józefa Sarego 20 Kamienica
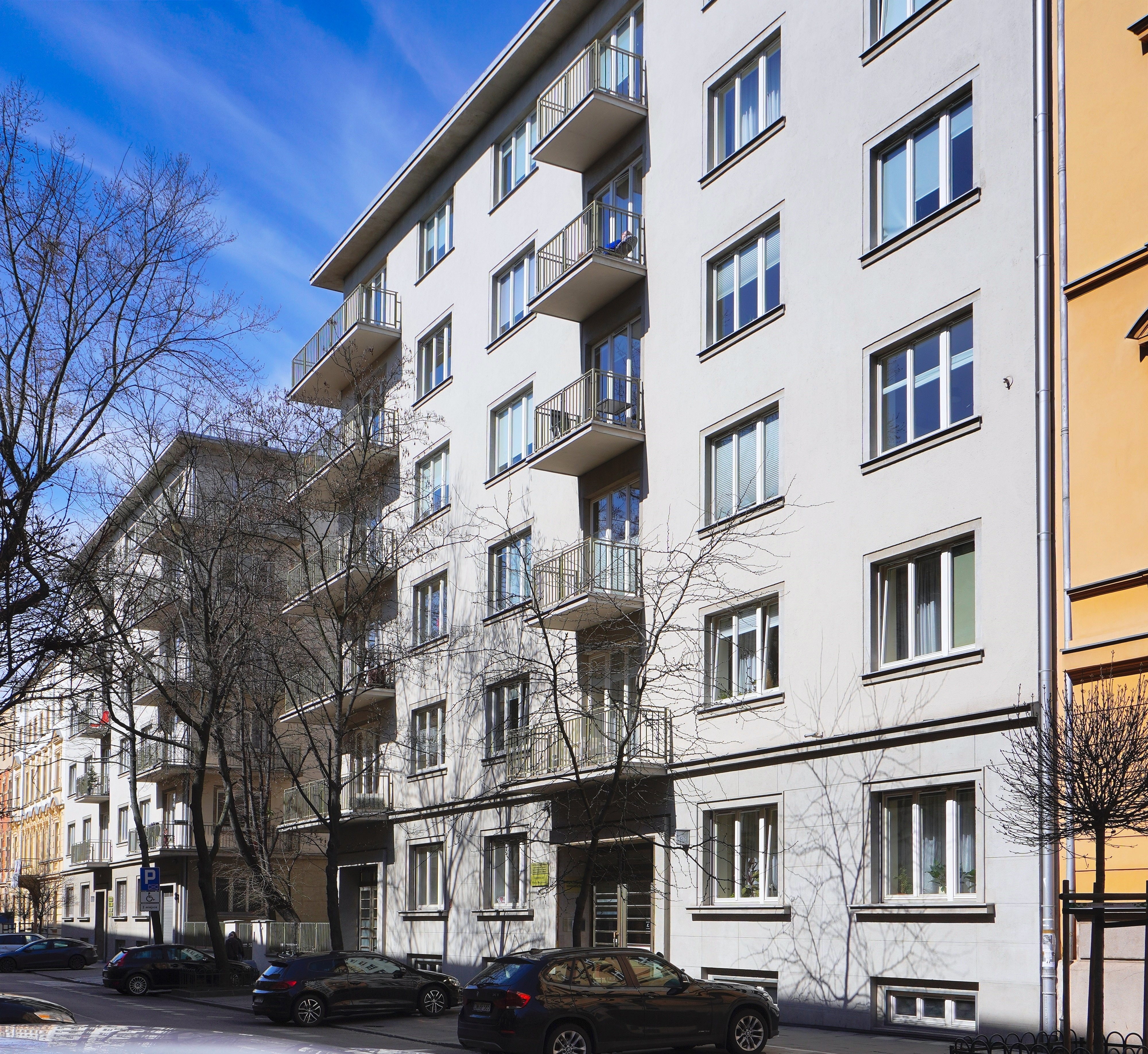
ul. Józefa Sarego 22–24–26 Zespół trzech kamienic (proj. Stanisław Wexner i Henryk Jakubowicz, 1930–1936)
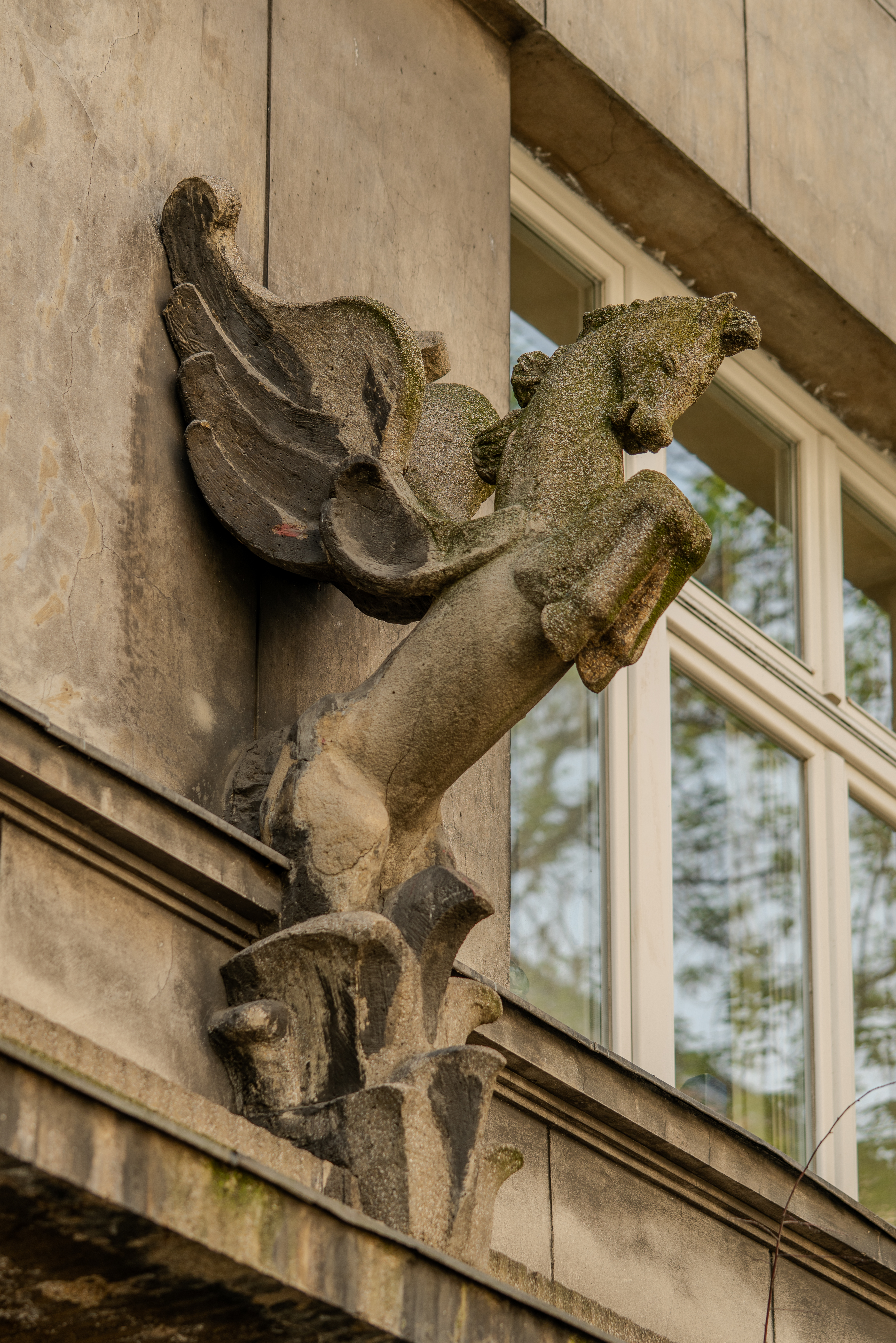
ul. Józefa Sarego 17, godło „Pegaz”